# Мутье (кантон)
Мутье (фр. Moûtiers) — один из 19 кантонов департамента Савойя, региона Овернь — Рона — Альпы, Франция. INSEE код кантона — 7313. Он полностью находится в округе Альбервиль. Кантон был создан в 1860 году. Общая площадь кантона составляет 861,37 км², население — 26 058 человек.

## История
Кантон Мутье был создан в 1860 году после присоединения территории к Франции по Туринскому договору, и до 2015 года в него входило 16 коммун. По закону от 17 мая 2013 и декрету от 14 февраля 2014 года количество кантонов в департаменте Савойя уменьшилось с 37 до 19. Новое территориальное деление департаментов на кантоны вступило в силу во время выборов 2015 года. В состав кантона Мутье 22 марта 2015 года были добавлены коммуны кантона Бозель, и общее количество коммун кантона увеличилось до 26.
1 января 2016 года коммуны Сен-Мартен-де-Бельвиль и Вилларлюрен объединились в новую коммуну Ле-Бельвиль, а коммуны Сален-ле-Терм и Фонтен-ле-Пюи в коммуну Сален-Фонтен, что привело к уменьшению количества коммун в кантоне до 24.

## Население
Согласно переписи 2012 года (считается население коммун, которые в 2015 году были включены в кантон) население Мутье составляло 26 058 человек. Из них 24,0 % были младше 20 лет, 15,6 % — старше 65. 19,4 % имеет высшее образование. Безработица — 5,1 %. Активное население (старше 15 лет) — 13 801 человек.

## Экономика
Распределение населения по сферам занятости в кантоне: 0,9 % — сельскохозяйственные работники, 12,6 % — ремесленники, торговцы, руководители предприятий, 6,8 % — работники интеллектуальной сферы, 27,5 % — работники социальной сферы, 30,0 % — государственные служащие и 22,0 % — рабочие

## Коммуны кантона
C 2015 года в кантон входят 24 коммуны, административный центр находится в коммуне Мутье.
| Код INSEE | Почтовый индекс | Коммуна               | Название по-французски   | Площадь, км² | Население, чел. (2012) | Плотность, чел./км² |
| --------- | --------------- | --------------------- | ------------------------ | ------------ | ---------------------- | ------------------- |
| 73055     | 73350           | Бозель                | Bozel                    | 28,8         | 2019                   | 70,1                |
| 73046     | 73260           | Бонваль               | Bonneval                 | 19,58        | 103                    | 5,3                 |
| 73057     | 73570           | Брид-ле-Бен           | Brides-les-Bains         | 2,63         | 541                    | 205,7               |
| 73187     | 73260           | Ла-Лешер              | La Léchère               | 102,86       | 1872                   | 18,2                |
| 73198     | 73120           | Ла-Перьер             | La Perrière              | 9,96         | 455                    | 45,7                |
| 73257     | 73440           | Ле-Бельвиль           | Les Belleville           | 167,24       | 2958                   | 18                  |
| 73045     | 73260           | Ле-Буа                | Le Bois                  | 5,55         | 417                    | 75,1                |
| 73024     | 73260           | Лез-Аванше-Вальморель | Les Avanchers-Valmorel   | 21,93        | 750                    | 34,2                |
| 73015     | 73550           | Лез-Аллю              | Les Allues               | 85,99        | 1878                   | 21,8                |
| 73161     | 73350           | Монтаньи              | Montagny                 | 13,26        | 673                    | 50,8                |
| 73181     | 73600           | Мутье                 | Moûtiers                 | 3,16         | 3811                   | 1206                |
| 73190     | 73600           | Нотр-Дам-дю-Пре       | Notre-Dame-du-Pré        | 18,2         | 265                    | 14,6                |
| 73131     | 73600           | Откур                 | Hautecour                | 11,65        | 309                    | 26,5                |
| 73201     | 73350           | Плане                 | Planay                   | 22,41        | 402                    | 17,9                |
| 73206     | 73710           | Пралоньян-ла-Вануаз   | Pralognan-la-Vanoise     | 88,57        | 747                    | 8,4                 |
| 73284     | 73600           | Сален-Фонтен          | Salins-Fontaine          | 8,64         | 1022                   | 118                 |
| 73227     | 73120           | Сен-Бон-Тарантез      | Saint-Bon-Tarentaise     | 58,94        | 1932                   | 32,8                |
| 73244     | 73440           | Сен-Жан-де-Бельвиль   | Saint-Jean-de-Belleville | 59,6         | 575                    | 9,6                 |
| 73253     | 73600           | Сен-Марсель           | Saint-Marcel             | 8,76         | 638                    | 72,8                |
| 73266     | 73260           | Сент-Уайен            | Saint-Oyen               | 2,11         | 208                    | 98,6                |
| 73112     | 73260           | Фесон-сюр-Изер        | Feissons-sur-Isère       | 12,1         | 599                    | 49,5                |
| 73113     | 73350           | Фесон-сюр-Сален       | Feissons-sur-Salins      | 4,8          | 191                    | 39,8                |
| 73071     | 73350           | Шаманьи-ан-Вануаз     | Champagny-en-Vanoise     | 84,96        | 633                    | 7,5                 |
| 73003     | 73260           | Эгбланш               | Aigueblanche             | 19,67        | 3094                   | 157,3               |

## Политика
Согласно закону от 17 мая 2013 года избиратели каждого кантона в ходе выборов выбирают двух членов генерального совета департамента разного пола. Они избираются на 6 лет большинством голосов по результату одного или двух туров выборов.
В первом туре кантональных выборов 22 марта 2015 года в Мутье баллотировались 3 пары кандидатов (явка составила 41,45 %). Во втором туре 29 марта, Жослин Абонданс и Венсен Роллан были избраны с поддержкой 55,53 % на 2015—2021 годы. Явка на выборы составила 39,58 %.
| Мандат | Мандат | Кандидаты                         |                | Партия                    | Первый тур | Первый тур     | Второй тур | Второй тур |
| Мандат | Мандат | Кандидаты                         | Кол-во голосов | Партия                    | % голосов  | Кол-во голосов | % голосов  |            |
| ------ | ------ | --------------------------------- | -------------- | ------------------------- | ---------- | -------------- | ---------- | ---------- |
| 2015   | 2021   | Жослин Абонданс и Венсен Роллан   |                | Союз за народное движение | 3773       | 49,61          | 3909       | 55,53      |
| 2015   | 2021   | Филип Нивель и Мари-Кристин Павье |                | Разные правые             | 2356       | 30,98          | 3131       | 44,47      |
| 2015   | 2021   | Мари-Клод Белле и Жиль Виве       |                | Левый фронт               | 1477       | 19,42          | -          | -          |